# Bad Therapy
Bad Therapy é um filme de comédia e suspense estadunidense de 2020 dirigido por William Teitler a partir de um roteiro escrito por Nancy Doyne, baseado no romance Judy Small de Doyne. Foi descrito como uma mistura de suspense, comédia e drama. É estrelado por Alicia Silverstone, Rob Corddry e Michaela Watkins.
Foi lançado em 17 de abril de 2020, pela Gravitas Ventures. Abandonando o lançamento nos cinemas devido à pandemia de COVID-19, o filme foi lançado para plataformas sob demanda.

## Sinopse
Susan e Bob Howard, um casal casado, assistem ao aconselhamento matrimonial de Judy Small, uma terapeuta manipuladora e desequilibrada.[carece de fontes?]

## Elenco
- Alicia Silverstone como Susan Howard
- Rob Corddry como Bob Howard
- Michaela Watkins como Judy Small
- Haley Joel Osment como Reed
- Aisha Tyler como Roxy
- Sarah Shahi como Annabelle
- David Paymer como Dr. Edward Kingsley
- Dichen Lachman como Stern
- John Ross Bowie como Nick
- Ginger Gonzaga como Miranda
- Flula Borg como Serge
- Anna Pniowsky como Louise Howard
- Erik Griffin como Diretor Sykes
- Gavin Leatherwood como Spit

## Produção
Em maio de 2018, foi anunciado que Sarah Shahi se juntou ao elenco do filme, com William Teitler dirigindo um roteiro de Nancy Doyne, baseado em seu romance Judy Small. Em julho de 2018, Alicia Silverstone, Rob Corddry e Michaela Watkins se juntaram ao elenco do filme. Em agosto de 2018, Anna Pniowsky se juntou ao elenco do filme.

## Lançamento
Em março de 2020, a Gravitas Ventures adquiriu os direitos de distribuição do filme e previu o lançamento em 17 de abril de 2020.

## Recepção
Em julho de 2020, 8% das doze resenhas compiladas pelo Rotten Tomatoes eram positivas e tinham uma pontuação média de 4,31 em 10.